# Crithagra mozambica
Crithagra mozambica é uma a espécie de ave canora, pertencente à família dos fringilídeos.